# Nesiotites
Nesiotites è un genere estinto di toporagni di grandi dimensioni evolutosi sulle isole maggiori del Mediterraneo occidentale (Corsica, Sardegna, Maiorca e Minorca nel gruppo delle Baleari), con una specie diversa per ogni isola (anche se alcuni studiosi ritengano che Nesiotites corsicanus non sia una specie a parte, ma soltanto una sottospecie -e forse nemmeno quella- di Nesiotites similis).
Questi animali giunsero sulle isole quando il Mediterraneo era una distesa salata costellata di laghi; quando, alla fine dell'era glaciale, il livello dei mari salì ed il Mediterraneo si riempì nuovamente, gli animali si trovarono bloccati sulle isole, dove cominciarono ad evolversi in maniera indipendente, a seconda delle caratteristiche dell'isola.
Nel caso dei Nesiotites, si è di fronte ad un esempio di gigantismo insulare, in quanto la loro taglia era molto maggiore rispetto a quella di qualsiasi toporagno del continente europeo di allora.
Questi animali si estinsero, assieme a molte altre specie endemiche, dopo l'arrivo dell'uomo sulle isole, a causa della caccia indiscriminata e della competizione con le specie importate (cani, ratti, maiali, capre).